# Honda Tadamoto
Honda Tadamoto (本多 忠民, 12 avril 1817-29 janvier 1883) est un daimyo japonais qui dirige le domaine d'Okazaki à la fin de l'époque d'Edo.